# Svjetsko prvenstvo u nogometu
FIFA-ino svjetsko prvenstvo u nogometu (poznato i pod imenom Svjetsko nogometno prvenstvo ili najjednostavnije Svjetsko prvenstvo) međunarodno je nogometno natjecanje u kojemu se natječu muške nacionalne reprezentacije. Natjecanje nadgleda FIFA, vrhovno tijelo nogometa. Od 1930. godine i Svjetskoga prvenstva u Urugvaju natjecanje se održava svake četiri godine izuzevši 1942. i 1946. kada se nije igralo zbog Drugoga svjetskoga rata. Trenutačni svjetski prvak je Argentina.
Završni dio ovoga natjecanja u kojemu sudjeluju momčadi koje su se kvalificirale za prvenstvo prati iznimno veliki broj ljudi na čitavoj Zemlji; tako je finale Svjetskoga prvenstva u Njemačkoj 2006. pratilo 715 milijuna ljudi. Trenutačni sustav natjecanja uključuje 32 kvalificirane reprezentacije koje se natječu kroz približno mjesec dana na unaprijed određenim stadionima u državi (ili maksimalno dvije do tri države, ako se pošalje zajednička kandidatura za domaćinstvom). Za određivanje sudionika na završnom natjecanju reprezentacije se natječu kroz kvalifikacije tijekom trogodišnjeg vremenskog perioda prije završnog turnira. 
Dosada je odigrano 22 turnira, a samo je osam različitih reprezentacija osvajalo ovaj prestižni naslov. Brazil je osvojio turnir pet puta, Italija i Njemačka imaju četiri osvojena turnira, Argentina ima tri naslova prvaka, Urugvaj, Francuska dva puta, dok su Engleska i Španjolska pobjednici bili jedanput. Posljednje svjetsko prvenstvo održano je u Katru 2022. godine.
Od 1991. godine FIFA organizira i Svjetsko prvenstvo u nogometu za žene svake četiri godine. Trenutno se održava svjetsko prvenstvo u Francuskoj za žene.

## Povijest
Prije osnutka svjetskih prvenstava postojala su brojna druga međunarodna natjecanja. Prva međunarodna utakmica imala je prijateljski karakter, a odigrana je u Glasgowu 1872. godine između domaćina Škotske i Engleske. Na prvu natjecateljsku međunarodnu utakmicu trebalo je čekati do 1884., kada su se u Belfastu susrele Irska i Škotska na prvom izdanju British Championshipa. U tom razdoblju nogomet se izrazito rijetko igrao izvan Velike Britanije i Irske, no nakon što se sama igra razvila i njena popularnost proširila, nogomet je postao demonstracijski sport na Olimpijskim Igrama 1900. i 1904. godine (medalje nisu bile dodjeljivane). Već na Olimpijskim Igrama 1908. godine nogomet je službeno priznat kao dio programa. Nogomet na Olimpijskim Igrama tada je organizirao Engleski nogometni savez, a nastup je bio dozvoljen samo amaterima. Velika Britanija, koju je tada predstavljala engleska reprezentacija, osvojila je naslov olimpijskih pobjednika 1908., a zatim ga obranila 1912., na idućoj Olimpijadi.
Nakon svoga osnivanja 1904. godine, FIFA je pokušala stvoriti međunarodno natjecanje u Švicarskoj 1906. godine. Kako su to bili rani dani međunarodnoga nogometa, sama FIFA je priznala kako je to natjecanje bilo neuspješno.
Otišlo se toliko daleko da se i FA Cup ponekad naziva prvim svjetskim prvenstvom zbog toga što su brojne škotske i velške momčadi nastupale na najvećem engleskom nogometnom natjecanju. No, protuargument ovoj tezi je što se svi ovi klubovi nalaze unutar granica Ujedinjenoga Kraljevstva.
Nakon što su Olimpijske Igre nastavile s praksom dopuštanja nastupa samo amaterima, Sir Thomas Lipton organizira Sir Thomas Lipton Trophy u Torinu 1909. godine. Njegov turnir bio je jedinstven po tome što je nastupao po jedan klub iz svake države koja je dobila pozivnicu za nastup, a taj klub je predstavljao čitavu naciju. Ovaj turnir također u pojedinoj literaturi dobiva naslov prvoga svjetskoga prvenstva. Na njemu su nastupali najelitniji profesionalni klubovi iz Italije, Njemačke i Švicarske, no Engleski nogometni savez odbio je poslati profesionalnu momčad. Lipton je zatim pozvao West Auckland Town F.C., amaterski klub iz Durhama sa svrhom predstavljanja Engleske. Uz to što je West Auckland osvojio taj turnir, uspješno se vratio 1911. godine i obranio naslov, što mu je donijelo trofej na vječno čuvanje, kao što su pravila određivala.
1914. godine, FIFA se složila u priznavanju Olimpijskih Igara kao amaterskog svjetskog prvenstva u nogometu te se prihvatila posla organizacije natjecanja, što je za posljedicu imalo prvo interkontinentalno natjecanje; naime, na Olimpijadi 1920. u belgijskom Antwerpu natjecao se i Egipat uz trinaest europskih momčadi. Zlatne medalje osvojila je domaća reprezentacija Belgije.
No, nakon toga došlo je do višegodišnje dominacije Urugvaja, koji je osvojio naslove na Olimpijskim Igrama 1924. i 1928. godine. Nakon Olimpijade 1928. godine, FIFA je konačno odlučila stvoriti vlastito nogometno natjecanje nezavisno od Olimpijskih Igara. Zbog toga što je već tada bio dvostruki svjetski prvak (od 1924. FIFA je zakoračila u profesionalno razdoblje) i zbog obilježavanja stogodišnjice neovisnosti države, FIFA je proglasila Urugvaj domaćinom prvoga svjetskoga prvenstva.

### Prvo svjetsko prvenstvo
Na Olimpijadi 1932. koja se održavala u Los Angelesu, SAD, nogomet nije uvršten u program natjecanja zbog niske popularnosti igre u SAD-u (američki nogomet je već tada bio iznimno popularan). FIFA i Međunarodni olimpijski odbor nisu se uspjeli složiti niti oko statusa amatera, što je rezultiralo izbacivanjem nogometa s Olimpijskih Igara. Nakon što je već odlučeno da će Urugvaj ugostiti prvo svjetsko prvenstvo, pojavio se problem s europskim državama koje nisu htjeli slati svoje reprezentacije na skupi put preko Atlantskoga oceana sve do dva mjeseca prije početka natjecanja. Ipak, tadašnji predsjednik FIFA-e, Jules Rimet, uspio je nagovoriti Belgiju, Francusku, Rumunjsku i Jugoslaviju da pošalju svoje reprezentacije, navodno tako što im je FIFA financirala put. Na kraju je u završnom turniru sudjelovalo trinaest momčadi; sedam južnoameričkih, četiri europske, te Meksiko i SAD.
Prve dvije utakmice svjetskih prvenstava odigrane su u isto vrijeme. Francuska je nadigrala Meksiko rezultatom 4-1, dok je SAD svladao Belgiju s 3-0. Prvi gol svjetskih prvenstava zabio je Francuz Lucien Laurent. U finalu je domaćin Urugvaj pred 93.000 gledatelja svladao Argentinu rezultatom 4-2 (1-2) i tako postao prva reprezentacija s naslovom svjetskoga prvaka.

### Rast
Problemi koji su zahvaćali rana izdanja svjetskih prvenstava bili su teškoće u prijelazima između kontinenata i rat. Na prvenstvima 1934. i 1938. nijedna južnoamerička država nije htjela nastupiti u Europi zbog već navedenih razloga osim Brazila, koji je bio jedina južnoamerička reprezentacija koja se natjecala na oba turnira. Natjecanja koja su se trebala održati 1942. i 1946. godine otkazana su zbog posljedica koja je izazvao Drugi svjetski rat.
Na prvenstvu u Brazilu 1950. godine po prvi puta su se natjecale britanske momčadi, koje su se još 1920. godine povukli iz FIFA-e, dijelom jer nisu htjeli igrati protiv reprezentacija država s kojima su ratovali, a dijelom kao protest nad stranim utjecajem u nogometu, no vratili su se na zamolbu FIFA-e 1946. godine. Na svom drugom svjetskom prvenstvu na kojemu su nastupali (bojkotirali su drugo i treće natjecanje) Urugvaj je odnio trofej pobjednika i po drugi put.
Na prvenstvima između 1934. i 1978. godine natjecalo se šesnaest reprezentacija, osim 1938. kada je Austrija pripojena Njemačkoj i ostavila jedno mjesto prazno, te 1950. kada su se Škoti, Turci i Indijci povukli iz natjecanja i sveli turnir na trinaest momčadi, baš kao i na prvom prvenstvu (Indija se povukla jer njenim igračima nije bilo dozvoljeno igrati bosonogima). Većina reprezentacija koja je nastupala bila je iz Europe i Južne Amerike, dok su reprezentacije iz Azije, Sjeverne Amerike, Afrike i Oceanije imale sporedne uloge. Sve do 1982. godine momčadi koje nisu bile iz Europe ili Južne Amerike, a prošle su prve runde turnira, bile su: 
- SAD 1930. godine u polufinalu;
- Kuba 1938. godine u četvrtfinalu;
- Sjeverna Koreja 1966. godine u četvrtfinalu;
- Meksiko 1970. godine u četvrtfinalu.

1982. godine dogodilo se proširenje na 24 momčadi u završnom turniru, da bi se na prvenstvu u Francuskoj 1998. godine dogodilo do danas konačno proširenje na 32 momčadi, otvorivši time više mjesta za momčadi iz Afrike, Azije i Sjeverne Amerike za nastup na završnome turniru. Jedina iznimka je Oceanija, kojoj nikada nije bilo zajamčeno mjesto u završnom turniru. Momčadi iz ove četiri regije uživaju veći uspjeh na nekoliko zadnjih turnira, dosegavši eliminacijski dio (knock-out fazu):
- Meksiko 1986. godine u četvrtfinalu, 1994., 1998. 2002. 2006. 2010. 2014. i 2018. godine u osmini finala;
- Maroko 1986. godine u osmini finala
- Kamerun 1990. godine u četvrtfinalu;
- Nigerija 1994. 1998. i 2014. godine u osmini finala;
- Saudijska Arabija 1994. godine u osmini finala;
- SAD 1994. godine u osmini finala, 2002. godine u četvrtfinalu;
- Južna Koreja 2002. godine završila na četvrtom mjestu;
- Senegal 2002. u četvrtfinalu;
- Japan 2002., 2010., 2018. i 2022. u osmini finala;
- Australija 2006. i 2022. u osmini finala.
- Gana 2010. u četvrtfinalu;
- Kostarika 2014. u četvrtfinalu; 1990. u osmini finala.

No, europske i južnoameričke momčadi su ostale dominantne nad reprezentacijama s ostalih kontinenata. Tako su na prvenstvu u Njemačkoj 2006. godine u četvrtfinalima igrale reprezentacije isključivo s ta dva kontinenta.
198 država pokušalo je kvalificirati se za prvenstvo 2006. godine, dok se rekordnih 204 pokušalo kvalificirati na prvenstvo 2010. u Južnoafričkoj Republici.
Identičan turnir održava se za žene od 1991. godine i natjecanja u Kini, u istom vremenskom periodu od četiri godine.

## Trofej
Od 1930. do 1970. pobjedniku prvenstva dodjeljivao se Trofej Julesa Rimeta, a to ime stekao je 1946. po FIFA-inom predsjedniku Julesu Rimetu, osnivaču prvoga svjetskoga prvenstva. Prije toga, trofej se zvao jednostavno Coupe du Monde. Na prvenstvu 1970. godine Brazil je osvojio naslov svjetskih prvaka treći put, što mu je donijelo pravo vječnoga zadržavanja trofeja. No, on je ukraden 1983. godine i do danas nitko nema informaciju gdje se nalazi.
Nakon 1970. godine, FIFA koristi ime Trofej svjetskih prvenstava u nogometu (eng. FIFA World Cup Trophy), a odmah potom otvara natječaj za dizajniranje novoga trofeja. Među 53 predstavljena modela izabran je onaj Talijana Silvija Gazzanige. Trofej je visok 36 centimetara, izrađen je od 18-karatnoga zlata i teži 6.175 kilograma. Podloga se sastoji od dva sloja poludragog kamenja, dok su na donjem dijelu ugravirane godine održavanja prvenstava i njihovi pobjednici od 1974. godine do danas.
Danas se novi trofej ne povjerava savezima pobjedničkih reprezentacija na vječno čuvanje bez obzira na broj osvojenih prvenstava, nego pobjednik čuva trofej do idućega natjecanja, a nakon vraćanja trofeja dodjeljuje mu se samo replika obložena zlatom na koju ima pravo vječnoga čuvanja. Argentina, Francuska, Italija i Brazil osvajale su trofeje po dva puta, a Njemačka 3 puta. Ovaj trofej dodjeljivat će se sve do prvenstva 2038. godine kada će na dnu ponestati mjesta za upisivanje svih pobjednika.

## Format natjecanja

### Kvalifikacije
Kvalifikacije se održavaju od prvenstva 1934. godine. Održavaju se u šest FIFA-inih konfederacija (Afrika, Azija, Karibi te Sjeverna i Srednja Amerika, Južna Amerika, Oceanija, Europa). Broj kvalificiranih momčadi za završno natjecanje određuje FIFA nekoliko godina unaprijed, a kriteriji su objektivni (jačina reprezentacija u konfederaciji), a ponekad i lobiranje konfederacije donese poneko dodatno mjesto.
Proces kvalifikacija započinje gotovo tri godine prije završnoga turnira, a traje preko dvije godine. Format koji se koristi razlikuje se između konfederacija.  Najčešće se događa da se dvije reprezentacije (po jedna sa svakoga kontinenta) susretnu u doigravanju za nastup u završnom turniru. Primjer za to je što će pobjednik oceanijskih kvalifikacija igrati protiv pete momčadi azijskih kvalifikacija, a zbog davanja prilike malim oceanijskim reprezentacijama, Australija je prebačena u azijsku konfederaciju. Od 1938. godine domaćin natjecanja automatski se kvalificira za završno natjecanje, a do 2006. godine pobjednik prijašnjega turnira također je imao zajamčeno mjesto na idućem natjecanju, što je značilo da Brazil, pobjednik prvenstva 2002. godine, mora odraditi kvalifikacije za prvenstvo 2006. godine.

### Završni turnir
Trenutačno se na završnom turniru natječu 32 reprezentacije kroz mjesec dana u državi/državama koje su određene pet do šest godina prije početka toga predviđenoga natjecanja. Igra se u dvije faze: po skupinama, a zatim se ulazi u eliminacijski dio turnira (knockout fazu). Od Svjetskog prvenstva 2026. u SAD-u, Kanadi i Meksiku na završnom turniru bit će 48 momčadi. 
U fazi po skupinama momčadi se natječu u osam skupina koje se sastoje od po četiri momčadi. Skupine se određuju šest mjeseci prije početka završnoga turnira. Osam momčadi postavljeno je za nositelje, uključujući domaćina i ostale reprezentacije koje su po FIFA-inoj računici najviše rangirane. Nositelji su razvrstani u različitim grupama, a ostatak skupina popunjavaju reprezentacije po geografskim kriterijima. Od 1998. godine i prvenstva u Francuskoj FIFA se pobrinula da ni u jednoj skupini ne bude više od dvije europske momčadi niti više od jedne momčadi iz ostalih konfederacija.
U svakoj skupini momčadi igraju s preostale tri jednom, što svakoj reprezentaciji osigurava barem tri utakmice na završnom turniru. Posljednje utakmice u skupinama odigravaju se u isto vrijeme tako da se izbjegne možebitno namještanje rezultata ili kalkuliranje. Dvije momčadi s najviše bodova nastavljaju natjecanje utakmicama osmine finala. Od 1994. godine i prvenstva u SAD-u pobjednicima se dodjeljuju tri boda, za neriješeno po jedan bod objema momčadima, a za poraz se ne dobije nijedan bod. Ako dvije momčadi završe s istim brojem bodova, prvi kriterij je gol-razlika, zatim broj postignutih pogodaka, potom međusobni rezultat te dvije reprezentacije, a ako su reprezentacije jednake u svim kriterijima, gleda se fair-play (tko ima manje kartona).
Eliminacijski dio (knockout faza) započinje nakon što svaka momčad odigra tri utakmice u svojoj skupini. Prve dvije momčadi svake od osam skupina napreduju u osminu finala, u kojoj se sastaju pobjednici skupina protiv drugoplasirane momčadi neke druge skupine. Nakon osmine finala dolazi četvrtfinale, a nastavlja se polufinalima. Borbe za medalje završavaju utakmicom za treće mjesto koje igraju poraženi polufinalisti, te finalom, koje je ujedno i posljednja utakmica turnira.
Ispod su navedeni sustavi natjecanja počevši od prvoga svjetskoga prvenstva:
- 1930.: Fazu po skupinama nastavljaju polufinalne utakmice pobjednika četiriju skupina (nije se igrala utakmica za treće mjesto).
- 1934. – 1938.: Odmah se igrala knockout faza; to su jedina dva turnira na kojemu nije postojala faza igranja po skupinama.
- 1950.: Fazu po skupinama nastavlja finalna skupina u kojoj četiri pobjednika svojih skupina igraju po ligaškom sustavu. Prvoplasirani nakon tri odigrana kola proglašen je pobjednikom svjetskoga prvenstva (jedino prvenstvo u kojemu se nije igrala finalna utakmica).
- 1954. – 1970.: Fazu po skupinama nastavljaju četvrtfinalni dvoboji svih prvoplasiranih i drugoplasiranih momčadi.
- 1974. – 1978.: Faza po skupinama nastavljena je drugim dijelom turnira koji se sastojao od dvije skupine koje su sačinjavale prvoplasirane i drugoplasirane momčadi prvoga dijela turnira. U finalu su igrali pobjednici drugoga dijela igranog po skupinama, dok su se za treće mjesto natjecale dvije drugoplasirane momčadi drugoga dijela turnira.
- 1982.: Nakon faze po skupinama igrala se druga faza po skupinama sastavljena od dvanaest momčadi (prvoplasirane i drugoplasirane momčadi svih šest početnih skupina). Nakon toga slijedila je knockout faza koja se sastojala od polufinala, utakmice za treće mjesto i finala.
- 1986. – 1994.: Fazu po skupinama nastavljala je knockout faza sastavljena od svih prvoplasiranih i drugoplasiranih momčadi te četiri najbolje trećeplasirane momčadi.
- 1998. – 2022.: Nakon faze po skupinama igra se eliminacijski dio sastavljen isključivo od prvoplasiranih i drugoplasiranih momčadi.
- 2026. – ... : Na završnom natjecanju nalazi se 16 skupina s po tri sudionika nakon čega se igra  eliminacijski dio sastavljen od prvoplasiranih i drugoplasiranih momčadi iz svake skupine.

## Izabiranje domaćina
Prva domaćinstva svjetskih prvenstava dodjeljivana su na FIFA-inim kongresima. Odabiranje država koje bi ugostile prvenstva bilo je redovito kontroverzno zbog međusobne udaljenosti i trajanja putovanja od tri tjedna između Južne Amerike i Europe, dva kontinenta koja su bila središta nogometa u svijetu. Odabir Urugvaja za prvoga domaćina svjetskoga prvenstva za posljedicu je imalo nastupanje samo četiri europske momčadi. Iduća dva prvenstva održala su se u Europi što je ovaj put dovelo do masovnog nenastupanja južnoameričkih reprezentacija, a sukob je eskalirao 1938. godine kada su južnoameričke momčadi bojkotirale prvenstvo zbog neodržanoga FIFA-inog obećanja o rotaciji kontinenata koji će ugostiti prvenstvo.
Nakon Prvenstva 1958. godine u Švedskoj, sa svrhom sprječavanja daljnjih incidenata i bojkota, FIFA je započela s rotacijom kontinenata čija će država ugostiti prvenstvo. Rotiralo se samo između Europe i Južne te Sjeverne Amerike sve do 2002. godine kada se prvenstvo prvi puta održalo u Aziji, u Južnoj Koreji i Japanu, što je ujedno i prvi put da se prvenstvo održalo u dvije različite države. Prvenstvo 2010. godine održat će se prvi puta i na afričkom kontinentu, što znači da FIFA nastavlja s politikom rotiranja.
Odabiranje domaćina sada je na FIFA-inom Izvršnom Komitetu. Glasuje se na način da svaki član Komiteta ima jedan glas koji može uputiti bilo kojem kandidatu za domaćinstvo. Kada FIFA prihvati ponudu, domaćinu šalje dokument Hosting Agreement u kojem se objašnjavaju svi potrebni koraci i naglašavaju potrebe za održavanje prvenstva. Nogometni savez odabranoga domaćina šalje potvrdu i jamstvo da će odraditi sve radove u roku, a FIFA svakih nekoliko mjeseci šalje inspekcije koje provjeravaju stanje radova i napredak domaćina. Odluka o domaćinu prvenstva donosi se čak šest godina prije toga prvenstva.
Nakon dodjeljivanja prvenstva 2010. godine afričkoj državi, prvenstvo 2014. godine održat će se na južnoameričkom kontinentu zahvaljujući FIFA-inoj rotaciji. Do 2007. su Brazil i Kolumbija pokazali formalni interes, no Kolumbija se povukla ostavivši Brazil kao jedinog kandidata za domaćinstvo. Brazil je 30. listopada 2007. službeno potvrđen kao domaćin prvenstva 2014.

### Kandidature za domaćinstvo 2018. i 2022. godine
Svjetska prvenstva 2018. i 2022. godine nije obećano nijednom kontinentu; FIFA je čak naznačila da se politika rotiranja kontinenata ne nastavlja nakon prvenstva 2014. godine. Države koje su dosada naznačile zanimanje za domaćinstvo su Australija, Engleska, Japan, Južna Koreja, Katar, Rusija, SAD ; dok su zajedničku kandidaturu poslale Belgija i Nizozemska, te Španjolska i Portugal. Svoje kandidature su otkazali Meksiko i Indonezija. Predsjednik FIFA-e Sepp Blatter izjavio je početkom 2007. godine da bi Svjetsko prvenstvo trebalo biti održano u Sjevernoj Americi, te da postoje tri države koje su mogući kandidati (SAD, Kanada i Meksiko). Blatter je ujedno naznačio mogućnost održavanja prvenstva u Aziji. Dana 2. prosinca 2010., odlučeno je da će Rusija biti domaćin prvenstva 2018., Katar domaćin prvenstva 2022, dok se 2018. godine odlučilo da će SAD, Kanada i Meksiko biti domaćini prvenstva 2026

## Mediji
Svjetsko prvenstvo 1954. godine bilo je prvo pokriveno televizijskim prijenosima, a gledanost je nadmašila i tadašnje Olimpijske igre. Ukupan broj gledatelja koji je pogledao barem jednu utakmicu, bilo na stadionima, bilo preko televizije, iznosio je 26.27 milijardi (naravno, gledatelj koji je teoretski pogledao sve utakmice uračunat je svaki put u ukupan broj). Broj gledatelja koji su pogledali barem jednu utakmicu iznosi 715.1 milijuna. Izvlačenje skupina za Svjetsko prvenstvo 2006. godine pratilo je otprilike 300 milijuna ljudi diljem svijeta.

## Maskote
Od World Cup Willieja i prvenstva u Engleskoj 1966. godine sva prvenstva su imala maskotu.
| Godina | Zemlja domaćin       | Ime maskote                 | Lik                                          |
| ------ | -------------------- | --------------------------- | -------------------------------------------- |
| 1966.  | Engleska             | World Cup Willi             | lav                                          |
| 1970.  | Meksiko              | Juanito                     | dječak                                       |
| 1974.  | Zapadna Njemačka     | Tip i Tap                   | djačaci                                      |
| 1978.  | Argentina            | Gauchito                    | dječak                                       |
| 1982.  | Španjolska           | Naranjito                   | naranča                                      |
| 1986.  | Meksiko              | Pique                       | feferon                                      |
| 1990.  | Italija              | Ciao                        | igračka od kockica                           |
| 1994.  | SAD                  | Striker                     | pas                                          |
| 1998.  | Francuska            | Footix                      | pijetao                                      |
| 2002.  | Južna Koreja i Japan | 3 Spheriksa: Kaz, Nik i Ato | futuristička kompjuterska animacija energije |
| 2006.  | Njemačka             | Goleo i Pille               | lav i lopta                                  |
| 2010.  | JAR                  | Zakumi                      | leopard                                      |
| 2014.  | Brazil               | Fuleco                      | pasanac                                      |
| 2018.  | Rusija               | Zabivaka                    | vuk                                          |
| 2022.  | Katar                | La’eeb                      | duh                                          |

## Rezultati

### Pregled svih dosadašnjih prvenstava
| Godina | Domaćin                | Pobjednik        | Rezultat               | Drugoplasirani   | Trećeplasirani   | Rezultat         | Četvrtoplasirani |
| ------ | ---------------------- | ---------------- | ---------------------- | ---------------- | ---------------- | ---------------- | ---------------- |
| 1930.  | Urugvaj                | Urugvaj          | 4:2                    | Argentina        | SAD              | [ 21 ]           | Jugoslavija      |
| 1934.  | Italija                | Italija          | 2:1 (produžetci)       | Čehoslovačka     | Njemačka         | 3:2              | Austrija         |
| 1938.  | Francuska              | Italija          | 4:2                    | Mađarska         | Brazil           | 4:2              | Švedska          |
| 1950.  | Brazil                 | Urugvaj          | 2:1                    | Brazil           | Švedska          | 3:1              | Španjolska       |
| 1954.  | Švicarska              | Zapadna Njemačka | 3:2                    | Mađarska         | Austrija         | 3:1              | Urugvaj          |
| 1958.  | Švedska                | Brazil           | 5:2                    | Švedska          | Francuska        | 6:3              | Zapadna Njemačka |
| 1962.  | Čile                   | Brazil           | 3:1                    | Čehoslovačka     | Čile             | 1:0              | Jugoslavija      |
| 1966.  | Engleska               | Engleska         | 4:2 (produžetci)       | Zapadna Njemačka | Portugal         | 2:1              | Sovjetski Savez  |
| 1970.  | Meksiko                | Brazil           | 4:1                    | Italija          | Zapadna Njemačka | 1:0              | Urugvaj          |
| 1974.  | Zapadna Njemačka       | Zapadna Njemačka | 2:1                    | Nizozemska       | Poljska          | 1:0              | Brazil           |
| 1978.  | Argentina              | Argentina        | 3:1 (produžetci)       | Nizozemska       | Brazil           | 2:1              | Italija          |
| 1982.  | Španjolska             | Italija          | 3:1                    | Zapadna Njemačka | Poljska          | 3:2              | Francuska        |
| 1986.  | Meksiko                | Argentina        | 3:2                    | Zapadna Njemačka | Francuska        | 4:2 (produžetci) | Belgija          |
| 1990.  | Italija                | Zapadna Njemačka | 1:0                    | Argentina        | Italija          | 2:1              | Engleska         |
| 1994.  | SAD                    | Brazil           | 0:0 (pr.) (3:2 – 11 m) | Italija          | Švedska          | 4:0              | Bugarska         |
| 1998.  | Francuska              | Francuska        | 3:0                    | Brazil           | Hrvatska         | 2:1              | Nizozemska       |
| 2002.  | Južna Koreja i Japan   | Brazil           | 2:0                    | Njemačka         | Turska           | 3:2              | Južna Koreja     |
| 2006.  | Njemačka               | Italija          | 1:1 (pr.) (5:3 – 11 m) | Francuska        | Njemačka         | 3:1              | Portugal         |
| 2010.  | Južnoafrička Republika | Španjolska       | 1:0 (produžetci)       | Nizozemska       | Njemačka         | 3:2              | Urugvaj          |
| 2014.  | Brazil                 | Njemačka         | 1:0 (produžetci)       | Argentina        | Nizozemska       | 3:0              | Brazil           |
| 2018.  | Rusija                 | Francuska        | 4:2                    | Hrvatska         | Belgija          | 2:0              | Engleska         |
| 2022.  | Katar                  | Argentina        | 3:3 (pr.) (4:2 – 11 m) | Francuska        | Hrvatska         | 2:1              | Maroko           |
| 2026.  | Kanada SAD Meksiko     |                  | –                      |                  |                  | –                |                  |

### Uspješne reprezentacije
U svim dosadašnjim prvenstvima 78 reprezentacija se kvalificiralo na barem jednu završnicu svjetskih prvenstava. Od toga je samo trinaest reprezentacija ušlo u finale, a osam različitih država osvojilo je naslov svjetskih prvaka. Svaka reprezentacija koja osvoji svjetsko prvenstvo dobiva zvjezdicu iznad grba svoga saveza.
Brazil je najuspješnija reprezentacija s pet osvojenih naslova, a također je jedina momčad koja je nastupila na svim završnicama svjetskih prvenstava. Italija je osvojila četiri naslova uključujući i onaj 2006. godine. Brazil i Italija su jedine dvije reprezentacije koje su osvajale dva naslova svjetskih prvaka za redom (Italija 1934. i 1938., Brazil 1958. i 1962.). Rivalitet ove dvije reprezentacije nastavio se 1970. i 1994. kada su se one sučelile u finalu. Brazil je oba puta pobijedio, a rekordni peti naslov stigao je 2002. godine. Osim toga, Brazil je osvajao naslove prvaka na četiri kontinenta (Europa 1958., Južna Amerika 1962., Sjeverna Amerika 1970. i 1994., Azija 2002.). Jedine momčadi osim Brazila koje su osvojile naslov izvan svojega kontinenta bile su Argentina 1986. u Sjevernoj Americi i 2022. u Aziji, Španjolska 2010. u Africi te Njemačka 2014. u Južnoj Americi.
Italija, Brazil, Njemačka, Argentina i Nizozemska (koja nikada nije osvojila naslov prvaka) jedine su reprezentacije koje su nastupile u dva finala za redom, dok su samo Brazil i Njemačka nastupili u čak tri finala za redom (Brazil 1994., 1998., 2002., Zapadna Njemačka 1982., 1986., 1990.). Brazil je pobijedio na dva od ta tri finala izgubivši samo od domaćina Francuske 1998. godine, dok je Njemačka osvojila samo posljednje od ta tri finala, ono igrano u Italiji 1990. godine. Od osamnaest finala odigranih do sada na svjetskim prvenstvima, dogodilo se da dva puta dvije iste momčadi igraju u finalu (Brazil i Italija 1970.,1994.,) te Njemačka i Argentina (1986. 1990.i 2014.) što su ujedno jedina svjetska prvenstva na kojima se ponovilo isto finale). Nijedno finale do sada nije prošlo bez da je u njemu igrao Brazil, Argentina, (Zapadna) Njemačka ili Italija, osim 2010. kada su igrali Španjolska i Nizozemska i 2018. kada su igrali Francuska i Hrvatska. 
Ispod je naveden popis 25 momčadi koje su završile među prve četiri reprezentacije na svjetskim prvenstvima. Njemačka vodi s čak trinaest završnica među prve četiri momčadi, uz to što Njemačka i Brazil imaju najviše nastupa u finalima (Njemačka osam, Brazil sedam puta).
| Momčad         | Prvoplasirani                         | Drugoplasirani                 | Trećeplasirani                  | Četvrtoplasirani        |
| -------------- | ------------------------------------- | ------------------------------ | ------------------------------- | ----------------------- |
| Brazil         | 5 (1958., 1962., 1970., 1994., 2002.) | 2 (1950.*, 1998.)              | 2 (1938., 1978.)                | 2 (1974., 2014.*)       |
| Njemačka^      | 4 (1954., 1974.*, 1990., 2014.)       | 4 (1966., 1982., 1986., 2002.) | 4 (1934., 1970., 2006.*, 2010.) | 1 (1958.)               |
| Italija        | 4 (1934.*, 1938., 1982., 2006.)       | 2 (1970., 1994.)               | 1 (1990.*)                      | 1 (1978.)               |
| Argentina      | 3 (1978.*, 1986., 2022.)              | 3 (1930., 1990., 2014.)        | -                               | -                       |
| Francuska      | 2 (1998.*, 2018.)                     | 2 (2006., 2022.)               | 2 (1958., 1986.)                | 1 (1982.)               |
| Urugvaj        | 2 (1930.*, 1950.)                     | -                              | -                               | 3 (1954., 1970., 2010.) |
| Engleska       | 1 (1966.*)                            | -                              | -                               | 2 (1990., 2018.)        |
| Španjolska     | 1 (2010.)                             | -                              | -                               | 1 (1950.)               |
| Nizozemska     | -                                     | 3 (1974., 1978., 2010.)        | 1 (2014.)                       | 1 (1998.)               |
| Čehoslovačka # | -                                     | 2 (1934., 1962.)               | -                               | -                       |
| Mađarska       | -                                     | 2 (1938., 1954.)               | -                               | -                       |
| Švedska        | -                                     | 1 (1958.*)                     | 2 (1950., 1994.)                | 1 (1938.)               |
| Hrvatska       | -                                     | 1 (2018.)                      | 2 (1998., 2022.)                | -                       |
| Poljska        | -                                     | -                              | 2 (1974., 1982.)                | -                       |
| Austrija       | -                                     | -                              | 1 (1954.)                       | 1 (1934.)               |
| Portugal       | -                                     | -                              | 1 (1966.)                       | 1 (2006.)               |
| Belgija        | -                                     | -                              | 1 (2018.)                       | 1 (1986.)               |
| SAD            | -                                     | -                              | 1 (1930.)                       | -                       |
| Čile           | -                                     | -                              | 1 (1962.*)                      | -                       |
| Turska         | -                                     | -                              | 1 (2002.)                       | -                       |
| Jugoslavija #  | -                                     | -                              | -                               | 2 (1930., 1962.)        |
| SSSR #         | -                                     | -                              | -                               | 1 (1966.)               |
| Bugarska       | -                                     | -                              | -                               | 1 (1994.)               |
| Južna Koreja   | -                                     | -                              | -                               | 1 (2002.*)              |
| Maroko         | -                                     | -                              | -                               | 1 (2022.)               |

* = domaćin
^ = uključuje rezultate koje je postigla Zapadna Njemačka od 1954. do 1990.
# = od tada se ta država raspala

### Uspjesi domaćina
Šest od sedam reprezentacija s naslovom svjetskih prvaka osvojilo je barem jedan naslov igrajući u svojoj državi osim Brazila koji je izgubio odlučujuću utakmicu od Urugvaja i na taj način prepustio naslov baš Urugvajcima. Ta utakmica dobila je naziv Maracanazo.
Engleska 1966. godine osvojila je svoj jedini naslov igrajući u svojoj državi. Urugvaj 1930., Italija 1934. Argentina 1978. i Francuska 1998. godine osvajali su svoje prve naslove prvaka igrajući na domaćem terenu, no na kasnijim prvenstvima uspijevali su doći do još barem jednog naslova. Njemačka je 1974. godine osvojila svoju drugu titulu, ovoga puta igrajući u svojoj državi.
Još su neke reprezentacije bile uspješne kao domaćini:
- Švedska je završila druga 1958.
- Čile je završio treći 1962.
- Južna Koreja je završila četvrta izgubivši od Turske u utakmici za treće mjesto 2002. godine, dok je Japan na istom turniru završio natjecanje u osmini finala.

Od devetnaest domaćina na osamnaest odigranih turnira (2002. turnir su ugostili Japan i Južna Koreja) samo šest nije uspjelo barem izjednačiti najbolji rezultat na svjetskim prvenstvima.
| Godina | Zemlja domaćin   | Uspjeh            | Najveći uspjeh a da nisu domaćini |
| ------ | ---------------- | ----------------- | --------------------------------- |
| 1930.  | Urugvaj          | Prvaci            | Prvaci                            |
| 1934.  | Italija          | Prvaci            | Prvaci                            |
| 1938.  | Francuska        | Četvrtfinale      | Prvaci                            |
| 1950.  | Brazil           | Drugoplasirani    | Prvaci                            |
| 1954.  | Švicarska        | Četvrtfinale      | Četvrtfinale                      |
| 1958.  | Švedska          | Drugoplasirani    | Trećeplasirani                    |
| 1962.  | Čile             | Trećeplasirani    | Osmina finala                     |
| 1966.  | Engleska         | Prvaci            | Četvrtoplasirani                  |
| 1970.  | Meksiko          | Četvrtfinale      | Osmina finala                     |
| 1974.  | Zapadna Njemačka | Prvaci            | Prvaci                            |
| 1978.  | Argentina        | Prvaci            | Prvaci                            |
| 1982.  | Španjolska       | Osmina finala     | Prvaci                            |
| 1986.  | Meksiko          | Četvrtfinale      | Osmina finala                     |
| 1990.  | Italija          | Trećeplasirani    | Prvaci                            |
| 1994.  | SAD              | Osmina finala     | Trećeplasirani                    |
| 1998.  | Francuska        | Prvaci            | Prvaci                            |
| 2002.  | Južna Koreja     | Četvrtoplasirani  | Osmina finala                     |
| 2002.  | Japan            | Osmina finala     | Osmina finala                     |
| 2006.  | Njemačka         | Trećeplasirani    | Prvaci                            |
| 2010.  | JAR              | Faza po skupinama | Faza po skupinama                 |
| 2014.  | Brazil           | Četvrtoplasirani  | Prvaci                            |
| 2018.  | Rusija           | Četvrtfinale      | Faza po skupinama                 |
| 2022.  | Katar            | Faza po skupinama | Faza po skupinama                 |

### Najveći uspjesi po kontinentalnim zonama
Svjetsko prvenstvo do sada su redovito osvajale isključivo južnoameričke i europske momčadi. Nakon 2006. godine, devet puta se dogodilo da je neka europska momčad osvajala naslov prvaka, a isto toliko puta je i neka južnoamerička momčad osvajala naslov. Samo je dvjema reprezentacijama uspjelo doći do polufinala; SAD 1930. te Južna Koreja 2002. godine. Afrički predstavnici ostvarili su određenu količinu uspjeha na zadnjih nekoliko prvenstava, no nikad im nije uspjelo probiti se do polufinala. Oceanija je u završnom turniru imala svoga predstavnika samo tri puta, a Australija se 2006. probila do osmine finala.
Sve europske reprezentacije (osim Španjolske i Njemačke) koje su osvajale naslove prvaka to su učinile u Europi. Jedina neeuropska reprezentacija kojoj je uspjelo osvojiti naslov prvaka na europskom kontinentu bio je Brazil u Švedskoj 1958. godine.
| Konfederacija (kontinent)                       | Najveći uspjesi |
| ----------------------------------------------- | --- |
| CONMEBOL (Južna Amerika)                        | Deset naslova, od kojih je Brazil osvojio pet, Argentina tri i Urugvaj dva.                                              |
| UEFA (Europa)                                   | Dvanaest naslova, od kojih je Italija osvojila četiri, Njemačka četiri, Francuska dva, a Engleska i Španjolska po jedan. |
| CONCACAF (Sjeverna i Srednja Amerika te Karibi) | Polufinale (SAD) |
| AFC (Azija)                                     | Četvrto mjesto (Južna Koreja)                                                                                            |
| CAF (Afrika)                                    | Polufinale Maroka 2022. godine.                                                                                          |
| OFC (Oceanija)                                  | Osmina finala Australaca                                                                                                 |

## Nagrade
Na kraju svakoga prvenstva nagrađuju se igrači i momčadi sukladno s njihovim ponašanjem i performansama, neovisno o završnom uspjehu na turniru. Na Prvenstvu 2006. godine u Njemačkoj dodijeljeno je šest nagrada:
- adidas-ova Zlatna kopačka, prvi puta dodijeljena na prvom prvenstvu 1930. godine, dodjeljuje se najboljem strijelcu prvenstva. Odnedavno se provodi i dodjeljivanje Srebrne te Brončane kopačke, koje se uručuju drugom odnosno trećem najboljem strijelcu prvenstva.
- adidas-ova Zlatna lopta dodjeljuje se najboljem igraču, a glasuju mediji. Prvi puta je dodijeljena 1982. godine, a odnedavno se dodjeljuju i Srebrna te Brončana lopta za drugog odnosno trećeg najboljeg igrača turnira po mišljenju medija.
- Jašinova nagrada dodjeljuje se najboljem vrataru prvenstva, a prvi puta ova nagrada je dodijeljena 1994. godine.
- FIFA-in Fair Play Trophy  dodjeljuje se najpoštenijoj momčadi od 1978. godine (najčešće se dodjeljuje onoj s najmanje kartona i prekršaja).
- FIFA-ina nagrada za najatraktivniju momčad dodjeljuje se od 1994. godine momčadi koja prikazuje najzanimljiviji i prema napadu orijentirani nogomet. Glasuje čitava javnost.
- Gilletteov najbolji mladi igrač nagrada je koja se dodjeljuje tek od 2006. godine, a dodjeljuje se najboljem igraču starosti do 21 godine na početku kalendarske godine.

All-Star momčad sastoji se od najboljih igrača turnira po mišljenju stručnjaka. FIFA određuje All-Star momčad nedugo po završetku turnira, a ovo se priznanje dodjeljuje od 1998. godine.

## Rekordi i statistike

### Najbolji strijelci
16 golova
- Miroslav Klose

15 golova
- Ronaldo

14 golova
- Gerd Müller

13 golova
- Just Fontaine

12 golova
- Pelé

11 golova
- Jürgen Klinsmann
- Sándor Kocsis

10 golova
- Gabriel Batistuta
- Gary Lineker

- Helmut Rahn
- Teófilo Cubillas
- Grzegorz Lato

### Najbrži golovi
| Vrijeme (u sekundama) | Igrač           | Momčad          | Protivnik    | Prvenstvo                    |
| --------------------- | --------------- | --------------- | ------------ | ---------------------------- |
| 11                    | Hakan Şükür     | Turska          | Južna Koreja | Južna Koreja i Japan – 2002. |
| 15                    | Václav Mašek    | Čehoslovačka    | Meksiko      | Čile – 1962.                 |
| 23                    | Pak Seung-Zin   | Sjeverna Koreja | Portugal     | Engleska – 1966.             |
| 24                    | Ernst Lehner    | Njemačka        | Austrija     | Italija – 1934.              |
| 27                    | Bryan Robson    | Engleska        | Francuska    | Španjolska – 1982.           |
| 29                    | Clint Dempsey   | SAD             | Gana         | Brazil – 2014.               |
| 37                    | Bernard Lacombe | Francuska       | Italija      | Argentina – 1978.            |

### Kapetani i izbornici reprezentacije svjetskih prvaka
Franz Beckenbauer, Nijemac, i Didier Deschamps, Francuz jedine su osobe do danas koje su osvojile svjetsko prvenstvo kao kapetan momčadi (1974.) i kao izbornik (1990.) te (1998.) i (2018.). Brazilac Mario Zagallo osvojio je prvenstva 1958. i 1962. kao igrač, a 1970. i kao izbornik. Talijan Vittorio Pozzo jedini je izbornik s dva naslova svjetskoga prvaka. Svi izbornici koji su osvojili naslov svjetskoga prvaka učinili su to sa svojom rodnom državom.
| Godina | Kapetan               | Izbornik                | Momčad      |
| ------ | --------------------- | ----------------------- | ----------- |
| 1930.  | José Nasazzi          | Alberto Suppici         | Urugvaj     |
| 1934.  | Giampiero Combi       | Vittorio Pozzo          | Italija     |
| 1938.  | Giuseppe Meazza       | Vittorio Pozzo          | Italija     |
| 1950.  | Obdulio Varela        | Juan López Fontana      | Urugvaj     |
| 1954.  | Fritz Walter          | Sepp Herberger          | SR Njemačka |
| 1958.  | Hilderaldo Bellini    | Vicente Feola           | Brazil      |
| 1962.  | Mauro Ramos           | Aymoré Moreira          | Brazil      |
| 1966.  | Bobby Moore           | Alf Ramsey              | Engleska    |
| 1970.  | Carlos Alberto Torres | Mário Zagallo           | Brazil      |
| 1974.  | Franz Beckenbauer     | Helmut Schön            | SR Njemačka |
| 1978.  | Daniel Passarella     | César Luis Menotti      | Argentina   |
| 1982.  | Dino Zoff             | Enzo Bearzot            | Italija     |
| 1986.  | Diego Maradona        | Carlos Bilardo          | Argentina   |
| 1990.  | Lothar Matthäus       | Franz Beckenbauer       | SR Njemačka |
| 1994.  | Dunga                 | Carlos Alberto Parreira | Brazil      |
| 1998.  | Didier Deschamps      | Aimé Jacquet            | Francuska   |
| 2002.  | Cafu                  | Luiz Felipe Scolari     | Brazil      |
| 2006.  | Fabio Cannavaro       | Marcello Lippi          | Italija     |
| 2010.  | Iker Casillas         | Vicente del Bosque      | Španjolska  |
| 2014.  | Philipp Lahm          | Joachim Löw             | Njemačka    |
| 2018.  | Hugo Lloris           | Didier Deschamps        | Francuska   |